# Жорнівка (Рівненський район)
Жо́рнівка — село в Україні, у Рівненському районі Рівненської області. Входить до складу Великомежиріцької сільської громади.
Населення — 215 осіб; перша згадка — 1577 рік[джерело?].
У селі є загальноосвітня школа I ступеня.

## Історія
У 1906 році село Межиріцької волості Рівненського повіту Волинської губернії. Відстань від повітового міста 47 верст, від волості 8. Дворів 23, мешканців 229.

## Населення

### Мова
Розподіл населення за рідною мовою за даними перепису 2001 року:
| Мова       | Кількість | Відсоток |
| ---------- | --------- | -------- |
| українська | 215       | 100%     |